# Manuscrit Bauyn
Le Manuscrit Bauyn conservé à la Bibliothèque nationale de France, à Paris, sous les cotes Rés. Vm7 674 et 675, est l'une des sources principales concernant la musique de clavecin en France au XVIIe siècle, avec quelques recueils imprimés et d'autres manuscrits tels que le manuscrit Parville et le Manuscrit de Mademoiselle de la Pierre.

## Contenu

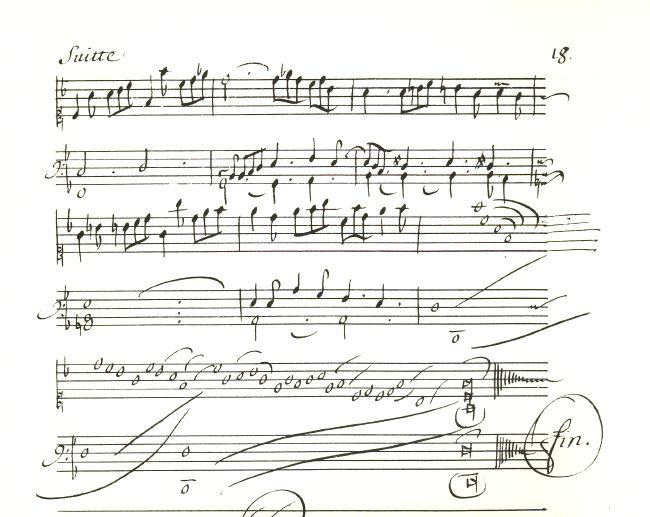

Composé de deux volumes de grand format, le manuscrit comporte près de trois cent cinquante pièces réparties à l'origine en trois recueils, le premier consacré à Jacques Champion de Chambonnières, le deuxième à Louis Couperin, et le troisième formé d’une anthologie de compositeurs français (Nicolas Lebègue, Jacques Hardel, Étienne Richard, Michel de La Barre...) mais aussi étrangers, comme Johann Jakob Froberger et Girolamo Frescobaldi. Son ordre s’est trouvé modifié par une erreur du relieur, qui a placé la fin du troisième recueil à la suite du premier, et son début à la suite du deuxième.
Il est notamment de la première importance pour la connaissance de l’œuvre de Louis Couperin et celle de Jacques Champion de Chambonnières, nombre de leurs pièces ne nous étant parvenues que par ce manuscrit.
Les pièces n'y sont pas groupées sous forme de suites - l'ordre « classique » (Allemande - Courante - Sarabande - Gigue) n'étant pas encore fixé - mais par tonalité et par type.

## Histoire du manuscrit
La date de composition du manuscrit reste très incertaine. Des recherches récentes ont permis d'en préciser la genèse et l'histoire. La reliure porte en effet les armes d’André Bauyn, chevalier, seigneur de Bersan, et de sa femme Suzanne de Ferrière, mariés en 1664 à La Rochelle. Elle mourut en 1701 et son mari en 1706. Le manuscrit fut donc relié entre 1664 et 1706. Les pièces ont pu être copiées un peu plus tôt, mais pas avant 1658, date qui figure à la fin de la copie d’une chaconne de Louis Couperin dans le manuscrit. Ce n’est donc qu’entre 1658 et 1706 qu’a pu être copié le manuscrit Bauyn. L’identification du filigrane du papier utilisé pour la copie, celui de Thomas Dupuy, papetier à La Grandrive près d'Ambert, ne fournit malheureusement pas d’information supplémentaire.
Il conviendrait sans doute d'appeler désormais ce manuscrit « Bauyn de Bersan », afin de le restituer à son véritable commanditaire ou du moins possesseur, et pour attirer l’attention sur le lien qui l’unit à une pièce de François Couperin, La Bersan, publiée en 1717 dans le sixième ordre de son Second livre de pièces de clavecin.
Le recueil qu'André Bauyn de Bersan, financier issu d'une importante famille de robe parisienne, avait fait relier, et dont il avait peut-être commandé la copie, était peut-être destiné à l’usage de sa femme ou de ses enfants. Sa fille Suzanne de Bersan reçut peut-être les leçons de François Couperin, qui habitait alors à quelques dizaines de mètres de l'hôtel de la famille Bauyn, situé à l’angle des rues Vieille-du-Temple (n° 110) et Debelleyme. L'étude des inventaires après décès montre que de nombreux autres membres de la famille Bauyn ont été jusqu'à la Révolution des amateurs de musique, et en particulier de clavecin, et ont sans doute joué un rôle de mécénat musical.
Le manuscrit Bauyn entra après 1750 dans les collections de la Bibliothèque royale, aujourd'hui Bibliothèque nationale de France, après être vraisemblablement passé par les mains de Jean-Baptiste-Edme Maupetit, peintre et éditeur de musique. Il est accessible aujourd'hui sous forme de plusieurs éditions en fac-similé.

## Éditions en fac-similé
- Manuscrit Bauyn : pièces de clavecin c. 1660 (Bibliothèque nationale, Paris, Rés. Vm7 674-675), intr. de François Lesure, Genève : Minkoff, 1977.
- Manuscrit Bauyn (ca 1690) : fac-similé du manuscrit de la Bibliothèque nationale de France, Paris, Rés Vm7 674-675, intr. de Davitt Moroney, Genève : Minkoff, 1998 (Manuscrits, IX).
- Manuscrit Bauyn, intr. de Bertrand Porot, Paris : Jean-Marie Fuzeau, 2006, 3 vol.

## Discographie
- Beau Génie, vol. I - Jane Chapman, clavecin Andreas Ruckers 1614 (avril 1994 - Collins 14202)
- Divers Styles dans l'Éloquence, vol. II - Jane Chapman, clavecin (avril 1994 - Collins 14212)
- La Belle Manière du Toucher, vol. III - Jane Chapman, clavecin (avril 1994 - Collins 14222)
- Manuscrit Bauyn - Benjamin Alard, clavecin (2008 - Hortus 065)